# Allium platakisii
Allium platakisii là một loài thực vật có hoa trong họ Amaryllidaceae. Loài này được Tzanoud. & Kypr. mô tả khoa học đầu tiên năm 1993.